# John Cowdery Kendrew

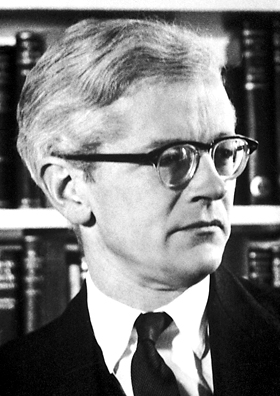
John Cowdery Kendrew

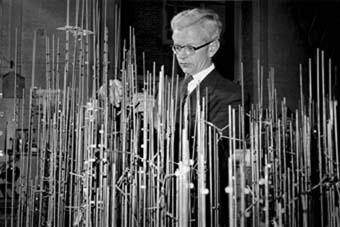
John Cowdery Kendrew

Sir John Cowdery Kendrew (* 24. März 1917 in Oxford; † 23. August 1997 in Cambridge) war ein britischer Biochemiker, Molekularbiologe und Nobelpreisträger für Chemie.

## Leben und Werk
Kendrew war der Sohn des Professors (Reader) für Klimatologie in Oxford Wilfrid George Kendrew und der Kunsthistorikerin Evelyn May Graham Sandburg. Er besuchte das Clifton College in Bristol und studierte ab 1936 an der Universität Cambridge (Trinity College). 1939 erwarb er seinen Bachelor-Abschluss in Chemie. Im Zweiten Weltkrieg war er u. a. zusammen mit Patrick Blackett und Conrad Waddington im Bereich Operations Research bzw. U-Boot Abwehr für das Royal Air Force Costal Command tätig, wofür er den Ehrenrang eines Wing Commander der R.A.F. erhielt. Nach dem Krieg wollte er in die Proteinforschung und ging 1945 zu Max Perutz in Cambridge (Cavendish Laboratory), wo seine Beschäftigung mit Röntgenstrukturanalyse von Proteinen der Hämoglobinfamilie begann. Er wurde 1947 Fellow des Peterhouse College und 1949 promoviert. Er forschte für den Medical Research Council (MRC) und wurde 1954 Reader am Davy-Faraday Laboratory der Royal Institution in London.
Er klärte 1958 mit Hilfe der Röntgenstrukturanalyse die dreidimensionalen Struktur des Myoglobins auf. Das wurde möglich durch die Lösung des Phasenproblems bei Röntgenstrukturanalyse durch Max Perutz 1953. Die Aufklärung der Struktur des Myoglobins durch Kendrew war die erste Röntgenstrukturaufklärung eines Proteins und erfolgte in Cambridge am späteren Medical Research Council Laboratory of Molecular Biology. 1959 folgte Hämoglobin durch Perutz.
Von 1962 an war er Vizedirektor des Medical Research Council Laboratory of Molecular Biology an der Universität Cambridge und von 1974 bis 1982 Leiter des Europäischen Laboratoriums für Molekularbiologie in Heidelberg, das er 1963 mit gegründet hatte. 1981 bis 1987 war er Präsident des St. John’s College in Oxford, dem er auch 15 Millionen Pfund in seinem Testament hinterließ. Das Kendrew Quadrangle ist am College nach ihm benannt.
Er gründete das Journal of Molecular Biology und war lange dessen Herausgeber. 1974 bis 1979 war er Trustee des British Museum und er war Präsident des International Council of Scientific Unions.

## Auszeichnungen und Mitgliedschaften
Er erhielt 1962 gemeinsam mit Max Ferdinand Perutz den Nobelpreis für Chemie.
1964 wurde Kendrew in die American Academy of Arts and Sciences gewählt, 1965 wurde er für seine Beiträge zur Aufklärung der Proteinstruktur des Myoglobins mit der Royal Medal der Royal Society ausgezeichnet. Er war CBE und Fellow der Royal Society.
Kendrew war ab 1965 Mitglied der Deutschen Akademie der Naturforscher Leopoldina, seit 1972 Mitglied der National Academy of Sciences. 1978 wurde er als korrespondierendes Mitglied in die Heidelberger Akademie der Wissenschaften aufgenommen.
1974 wurde er als Knight Bachelor („Sir“) geadelt.